# Tanytarsus miriforceps
Tanytarsus miriforceps är en tvåvingeart som först beskrevs av Jean-Jacques Kieffer 1921.  Tanytarsus miriforceps ingår i släktet Tanytarsus och familjen fjädermyggor. Arten är reproducerande i Sverige. Inga underarter finns listade i Catalogue of Life.